# Desa Sindangpalay (administrativ by i Indonesien, lat -7,23, long 107,97)
Desa Sindangpalay är en administrativ by i Indonesien.   Den ligger i provinsen Jawa Barat, i den västra delen av landet, 170 km sydost om huvudstaden Jakarta.